# The Chiffons
The Chiffons (Шиффо́нз) — американская гёрл-группа, образованная в Бронксе, город Нью-Йорк, в 1960 году.
В 2005 году была принята в Зал славы вокальных групп.

## Дискография
См. «The Chiffons § Discography (as the Four Pennies)» и «The Chiffons § Discography (as the Chiffons)» в английском разделе.